# マダン・カタリア

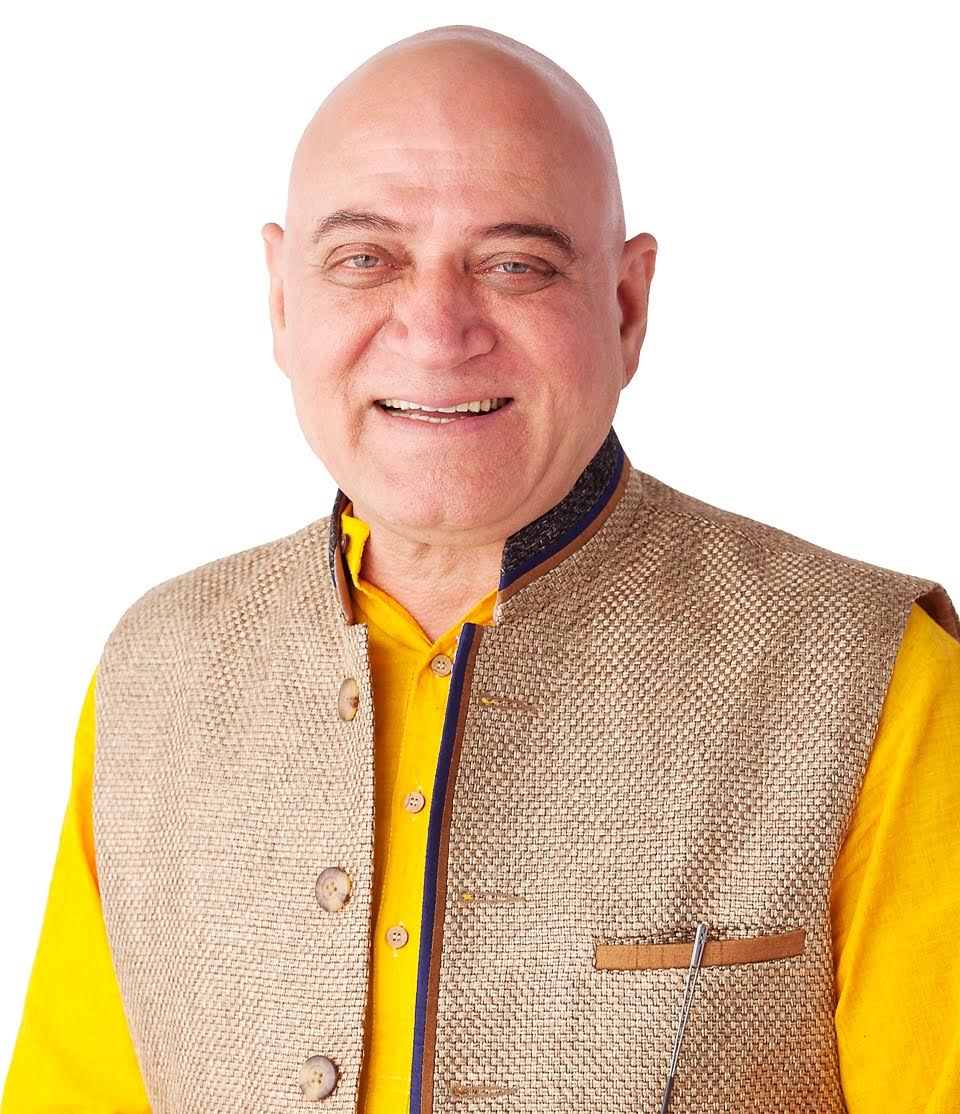
笑いヨガ創始者ドクター マダン・カタリア

マダン・カタリア（D'r Madan Kataria）は、1995年にインドで始まった笑いヨガクラブ運動の創始者。インドのムンバイ出身の開業医の医師で、「笑いのグル（導師、創始者）」（タイムズ）として広く知られている。博士は笑いの効能を調べていくなかで、笑いが及ぼす身体的、精神的な深い効能を示す研究の数に驚き、そうした効能を自分の患者やほかの人々に届ける方法を模索しようと決意した。その結果が笑いヨガ（ラフターヨガ）である。笑いヨガは、グループで行なう笑いのエクササイズと、ヨーガの呼吸とを組み合わせた独自の運動習慣となるもので、誰もがジョークやユーモア、喜劇（コメディー）を使わなくても笑うことができる。1995年にムンバイの公園でわずか５名で始まった笑いヨガは、現在100を上回る国々、16,000を超えるクラブという世界的な運動に成長した。
「ジョークやユーモアなしで笑う」という、この新しいコンセプトは、米国、カナダ、ヨーロッパ、オーストラリア、中東、東南アジア、中国、アフリカで急速に広がり、タイム (雑誌)、ナショナルジオグラフィック (雑誌)、ウォール・ストリート・ジャーナルといった一流の出版物で広く報道されている。また、英米のテレビ局CNNや英国放送協会のほか、米国では複数の放送局と人気トーク番組「オプラ・ウィンフリー・ショー」でも取り上げられたことがある。
ドクター カタリアは、世界中の企業、法人、組織を対象に、基本概念を伝えつつ、感動や鼓舞も与える講演活動も行なっている。更に、笑いに関しての包括的な健康やストレス管理、チームやリーダーシップの育成、最高の業績達成、コミュニケーションスキルについての企業コンサルタントでもある。
人気講演者として、世界中のテレビやラジオで頻繁に取り上げられる一方、笑いの効能を評価する多くの研究プロジェクトにも関わっている。試験した効能は、米国とバンガロール市（インド）で行われた無条件の笑いを利用した最近の研究（2020年７月時点）で決定的に確証された。何千もの笑いヨガグループで観察されたことで、研究で科学的に裏付けられ、日本においても企業内でのビジネスの世界や学校、病院、老人介護施設などの分野に笑いヨガが拡がっている。